# Michael Müller (Bobfahrer)
Michael Müller (* 29. August 1976 in Vöcklabruck, Oberösterreich) ist ein ehemaliger österreichischer Bobsportler.

## Karriere
Müller trat bei den Olympischen Winterspielen 1998 in Nagano und 2002 in Salt Lake City an.
Zusammen mit Kurt Einberger, Thomas Bachler und Georg Kuttner fuhr er 1998 in der zweiten Mannschaft für Österreich. 2002 trat er zusammen mit Wolfgang Stampfer, Klaus Seelos und Martin Schützenauer an.